# Bibliographie sur Georges Bataille
Cette page recense la majorité des ouvrages parus sur Georges Bataille. Elle peut être encore complétée (notamment en ce qui concerne les ouvrages en langues étrangères).

## Ouvrages critiques
- Classement des auteurs par ordre alphabétique :
- (en) Dawn Ades et Simon Baker, Undercover Surrealism. Georges Bataille and DOCUMENTS, Londres, Hayward Gallery Publishing, 2006.
- Frédéric Altberg, Georges Bataille ou l'envers de la philosophie, Rosières-en-Haye, Camion noir, 2014.
- Frédéric Aribit, André Breton, Georges Bataille, le vif du sujet, Paris, L'Écarlate, 2012.
- Alain Arnaud, Gisèle Excoffon-Lafarge, Bataille, Paris, Éditions du Seuil, coll. « Écrivains de toujours », 1978.
- Élisabeth  Arnould-Bloomfield, Georges Bataille, la terreur et les lettres, Lille, Presses universitaires du Septentrion, 2009, 226 p. lire en ligne  (ISBN 978-2757401095)
- Philippe Audoin, Sur Georges Bataille. Interview imaginable, Paris-Cognac, Actual et Le Temps qu'il fait, 1989.
- (de) Élisabeth Bange, An den Grenzen der Sprache : Studien zu Georges Bataille, Francfort, Peter Lang, 1982.
- Nathalie Barberger, Le Réel de traviole (Artaud, Bataille, Leiris, Michaux et alii), Lille, Presses Universitaires du Septentrion, 2009.
- Dominique Bertrand, Nature et politique - Logique des métaphores telluriques, chapitre « Georges Bataille : volcans et  existence totale », Clermont-Ferrand,  Presses universitaires Blaise Pascal, coll. « Volcaniques », 2005.  (EAN 9782845162013)
- Jean-Michel Besnier, La Politique de l'Impossible, l'intellectuel entre révolte et engagement, Paris, La Découverte, 1989.
- Jean-Michel Besnier,  Éloge de l'irrespect et autres écrits sur Georges Bataille, Paris, Descartes et Cie, 1998.
- (en) Jeremy Biles, Ecce monstrum: Georges Bataille and the Sacrifice of Form, New York, Fordham University Press, 2007.
- (de) Rita Bischof, Souveränität und Subversion. Georges Batailles Theorie der Moderne, Munich, Matthes & Seitz, 1984.
- (de) Rita Bischof, Tragisches Lachen. Die Geschichte von Acéphale, Berlin, Matthes & Seitz, 2010.
- François Bizet, Une Communication sans échange : Georges Bataille critique de Jean Genet, Genève, Librairie Droz , 2007.
- Maurice Blanchot, Faux pas, Paris, Gallimard, 1943.
- Maurice Blanchot, L'Amitié, Paris, Gallimard, 1971.
- Maurice Blanchot, La Communauté inavouable, Paris, Éditions de Minuit, 1983.
- Maurice Blanchot, L'Entretien infini, Paris, Gallimard, 1969 (« L'expérience-limite », p. 300-322).
- Élisabeth Bosch, L'Abbé C. , de Georges Bataille : Les Structures masquées du double, Amsterdam, Rodopi, 1983.
- Gloria Bosch et Teresa Grandas, André Masson et Georges Bataille, Vic, Eumo Editorial, 1994.
- (en) Fred Botting et Scott Wilson, Bataille, Basingstoke, Palgrave Macmillan, 2001.
- Gaëtan Brulotte, Œuvres de chair. Figures du discours érotique, Paris, L'Harmattan / Presses de l'Université Laval, 1998.
- François Bruzzo, Georges Bataille, chemins, Paris, L'Harmattan, coll. « L'œuvre et la psyché », 2012.
- (de) Peter Bürger, Das Denken des Herrn. Bataille zwischen Hegel und dem Surrealismus, Francfort, Suhrkamp, 1992, 179 pages.
- Per Buvik, Identités des contraires. Sur Georges Bataille et le christianisme, Paris, Éditions du Sandre, 2010.
- (it) Matteo Canevari, La Religiosità feroce. Studio sulla filosofia eterologica di Georges Bataille, Florence, Le Monnier Università, 2007.
- Olivier Capparos, Georges Bataille : l’expérience et la pensée, Paris, Éditions Kimé, coll. « Philosophie, Philosophie en cours », 2025.
- (it) Raffaella Cavalletto, Georges Bataille. Il cerchio del sapere e la frattura dell’istante, Turin, La Rosa, 2007.
- Jacques Cels, L'Exigence poétique de Georges Bataille, Bruxelles, De Boeck, 1989.
- Jacques Chatain, Georges Bataille, Paris, Éditions Seghers , coll. « Poètes d'aujourd'hui », 1973.
- (it) Sara Colafranceschi, Bataille. Una sintesi, Milan, Christian Marinotti, 2007.
- (it) Giuliano Compagno, Bataille, Pescara, Tracce, 1994.
- (en) Peter Tracy Connor, Georges Bataille and the Mysticism of Sin, Baltimore, Johns Hopkins University Press , 2000.
- Jean-Louis Cornille, Bataille conservateur. Emprunts intimes d'un bibliothécaire, Paris, Éditions L'Harmattan, coll. « Critiques littéraires », 2004.
- Jean-Louis Cornille, Les Récits de Georges Bataille. Empreinte de Raymond Roussel, Paris, L'Harmattan, coll. « Critiques littéraires », 2012.
- Jean-Paul Curnier, À vif. Artaud, Nietzsche, Bataille, Sade, Klossowski, Pasolini, Paris, Éditions Lignes-Manifeste, 2006.
- (en) Carolyn Dean, The Self and its Pleasures : Bataille, Lacan and the History of the Decentered Subject, Ithaca, Cornell University Press, 1992.
- Henri Deluy, Je ne suis pas un autre. In memoriam Georges Bataille, Paris, Fourbis, 1994.
- Jacques Derrida, « De l'économie restreinte à l'économie générale », in L'Écriture et la différence, Paris, Seuil, 1967, p. 369-406 ; première parution dans L'Arc (revue), n° 32, mai 1967.
- (de) Marcus Dick, Die Dialektik der Souveränität. Philosophische Untersuchungen zu Georges Bataille, Hildesheim/Zürich/New York, Georg Olms Verlag, 2010.
- Georges Didi-Huberman, La Ressemblance informe ou le gai savoir visuel selon Georges Bataille, Paris, Macula, 1995.
- (it) Chiara Di Marco, Georges Bataille. Etica dell’incompiutezza, Milan, Mimesis, 2005.
- Jean Dragon, La Promesse de la disparition: l’impossible poétique de Georges Bataille, Sarrebrook, Presses Académiques Francophones, 2013.
- Jean Dragon, La Sainteté du mal, limite et transgression chez Georges Bataille, Sarrebrook, Presses Académiques Francophones, 2013.
- Jean Durançon, Georges Bataille, Paris, Gallimard, coll. « Idées », 1976.
- (de) Knut Ebeling, Die Falle. Zwei Lektüren zu Georges Batailles "Madame Edwarda", Vienne, Passagen Verlag, 2000.
- Gilles Ernst, Georges Bataille. Analyse du récit de mort, Paris, P.U.F., 1993.
- Daniel Fabre, Bataille à Lascaux : comment l'art préhistorique apparut aux enfants, Paris, L'Échoppe, 2014.
- Michel Fardoulis-Lagrange, G.B. ou un ami présomptueux, Paris, Le Soleil noir,  1969 ; rééd. Paris, José Corti, 1996.
- Vanessa Fauchier, La Tauromachie comme expérience dionysiaque chez Georges Bataille et Michel Leiris, Biarritz, Atlantica-Séguier, 2002.
- Michel Feher, Conjurations de la violence : introduction à la lecture de Georges Bataille, Paris, P.U.F., 1981.
- (it) Federico Ferrari, La Comunità errante. Georges Bataille e l’esperienza comunitaria, Milan, Lanfranchi, 1997.
- (it) Giovanni Ferrari, Georges Bataille. Il limite e l’impossibile, Lungro di Cosenza, Marco editore, 2003.
- Juliette Feyel, Georges Bataille. Une quête érotique du sacré, Paris, Honoré Champion, 2013.
- (en) Patrick Ffrench, The Cut : Reading Georges Bataille's Histoire de l'œil, Oxford, Oxford University Press, 1999.
- Brian T. Fitch, Monde à l'envers, texte réversible. La fiction de Georges Bataille, Paris, Minard / Lettres Modernes, coll. « Situation », n° 42, 1982,  (ISBN 9782256908156) ; réédition 1991.
- Christophe Fiat, Texte au supplice, essai sur Georges Bataille, Colleville-Montgomery, Éditions 23, 1998.
- Lucette Finas, La Crue. Une lecture de Bataille : “Madame Edwarda”, Paris, Gallimard, coll. « Le Chemin », 1972.
- Philippe Forest, La Beauté du contresens et autres essais sur la littérature japonaise (Allaphbed 1), Nantes, Éditions Cécile Defaut, 2005 : « Le paradoxe de l'intime : Bataille/Mishima », p. 209-227 ; « Sartre et le satori : une lecture du Sur Nietzsche de Georges Bataille », p. 229-252.
- Jean-François Fourny, Introduction à la lecture de Georges Bataille, New York / Berne, Peter Lang, 1988.
- Lina Franco, Georges Bataille, le corps fictionnel, Paris, L'Harmattan, 2004.
- Susana Gállego Cuesta, Traité de l’informe. Monstres, crachats et corps débordants à la Renaissance et au xxe siècle, Paris, Classiques Garnier,coll. « Perspectives comparatistes », 2021.
- (it) Marina Galletti, La Comunità impossibile di Georges Bataille (da «Masses» ai “difensori del male”), préface de Jacqueline Risset, Turin, Kaplan, 2008.
- Francis Gandon, Sémiotique et négativité, Paris, Didier-Érudition, 1986 (« Du Pseudonyme, essai d'interprétation sémiotique des pseudonymes chez Bataille » p. 145-156).
- (de) Rodolphe Gasché, System Und Metaphorik in Der Philosophie Von Georges Bataille, Berne, Peter Lang, 1978.
- (en) Rodolphe Gasché, Georges Bataille : Phenomenology and Phantasmatology, Palo Alto, Stanford University Press, 2011.
- Mona Gauthier-Cono, La Jouissance prise aux mots ou la sublimation chez Georges Bataille, Montréal, L'Harmattan, 2000.
- Mathilde Girard, L'Art de la faute selon Georges Bataille, Paris, Éditions Lignes, 2017.
- (en) Michael Greene, Bataille's Wound, Barrytown N.Y., Station Hill Arts / Barrytown, Ltd., 1995.
- (en) Suzanne Guerlac, Literary Polemics. Bataille, Sartre, Valéry, Breton, Stanford, Stanford University Press, 1997.
- Jürgen Habermas, « Entre érotisme et économie générale : Bataille », in Le Discours philosophique de la modernité, Paris, Gallimard, coll. « Bibliothèque de philosophie », 1988, p. 249-280.
- (de) Gregor Häfliger, Autonomie oder Souveränität : zur Gegenwartskritik von Georges Bataille, Mittenwald, Maänder, 1981.
- Christophe Halsberghe, « La fascination du Commandeur », Le Sacré et l’écriture en France à partir du débat-Bataille, Amsterdam / New York, Rodopi, 2006.
- Koichiro Hamano, Georges Bataille. La perte, le don et l'écriture, Dijon, Éditions Universitaires de Dijon, 2004, 246 p.  (ISBN 291555210X)
- Daniel Hawley, L'Œuvre insolite de Georges Bataille. Une hiérophanie moderne, Genève-Paris, Slatkine et Champion, 1978.
- (en) Paul Hegarty, Georges Bataille, Core Cultural Theorist, Londres, Sage, 2000.
- Jean-Michel Heimonet, Le Mal à l'œuvre : Georges Bataille et l'écriture du sacrifice, Marseille, Parenthèses, coll. « Chemin de ronde », 1987.
- Jean-Michel Heimonet, Politiques de l'écriture : Derrida/Bataille, Paris, Jean-Michel Place, 1989.
- Jean-Michel Heimonet, Négativité et communication, Paris, Jean-Michel Place, 1990.
- Jean-Michel Heimonet, Pourquoi Bataille ? Trajets intellectuels et politiques d'une négativité au chômage, Paris, Éditions Kimé, 2000.
- (de) Hans-Jürgen Heinrichs, Der Wunsch nach einer souveränen Existenz. Georges Bataille, Graz, Droschl, 1999.
- (en) Leslie Hill, Bataille, Klossowski, Blanchot: Writing At The Limit, Oxford, Oxford University Press, 2001.
- Candy Hoffmann, Le « sacré noir » chez Georges Bataille et Hubert Aquin, Paris, Édilivre, 2017, 410 p.
- Denis Hollier, La Prise de la Concorde (suivi de Les dimanches de la vie), Paris, Gallimard, 1974/1993.
- Denis Hollier, Les Dépossédés (Bataille, Caillois, Leiris, Malraux, Sartre), Paris, Les Éditions de Minuit, coll. « Critique », 1993.
- Denis Hollier, Le Collège de Sociologie, 1937-1939, Paris, Gallimard, 1979 ; nouvelle édition refondue, coll. « Folio essais », 1995.
- Kenji Hosogai, Totalité en excès. Georges Bataille, l'accord impossible entre le fini et l'infini, Tokyo, Keio University Press, 2007.
- (en) Andrew Hussey, The Inner Scar : the Mysticism of Georges Bataille, Amsterdam, Rodopi, 2000, 198 p.  (ISBN 978-9042006294)
- (en) Alexander Irwin, Saints Of The Impossible: Bataille, Weil, And The Politics Of The Sacred, Minneapolis, University of Minnesota Press, 2002.
- Youssef Ishaghpour, Aux origines de l'art moderne. Le Manet de Bataille, Paris, Éditions de la Différence, 1989.
- Philippe Joron, La Vie improductive. Georges Bataille et l’hétérologie sociologique, Montpellier, Presses universitaires de la Méditerranée, coll. « Sociologie des imaginaires », 2009.
- (en) Stuart Kendall, Georges Bataille, Londres, Reaktion Books, coll. « Critical Lives », 2007.  (ISBN 978-1861893277)
- Michel Koch, Le Sacricide, Paris, Léo Scheer, 2001.
- Olivier Koettlitz, Comprendre Bataille, avec des illustrations de Nathalie Grall, Paris, Max Milo Éditions, coll. « Comprendre/essai graphique », 2017.
- Julia Kristeva, L'Expérience et la pratique, Polylogue, Paris, Le Seuil, 1977 lire en ligne première parution dans Bataille, le colloque de Cerisy, Paris, U.G.E., coll. 10/18, 1973.
- André S. Labarthe, Bataille à perte de vue (le carnet), Strasbourg, éditions Jempresse, 1997.
- André S. Labarthe, Bataille, Sollers, Artaud, Paris, Filigranes, 2001.
- Sarah Lacoste, Ce que la littérature doit au mal. Une étude stylistique du mal chez Bataille et Bernanos, Paris, Éditions Kimé, coll. « Détours littéraires », 2014, 408 p.
- (en) Nick Land, The Thirst for Annihilation: Georges Bataille and Virulent Nihilism, New York, Routledge, 1992.
- (en) Joseph Libertson, Proximity Levinas, Blanchot, Bataille and Communication, La Haye, Martinus Nijhoff Publishers, 1982.
- Marie-Christine Lala, Georges Bataille, poète du réel, Berne, Peter Lang, 2010.
- Roger Laporte, À l'extrême pointe : Proust, Bataille, Blanchot, Montpellier, Fata Morgana, 1994 ; rééd. Paris, P.O.L., 1998.
- (en) Nidesh Lawtoo, The Phantom of the Ego: Modernism and the Mimetic Unconscious, East Lansing: Michigan State University Press, 2013.
- Anne Le Bihan, Être bien dans le mal (Baudelaire, Huysmans, Bataille), Paris, Éditions du Champ lacanien, 2001.
- Annie Le Brun, On n’enchaîne pas les volcans, Paris, Gallimard, 2006 (chapitre intitulé : « Sade, Bataille et la représentation maudite », p. 105-123).
- Michel Leiris, À propos de Georges Bataille, Tours, Fourbis, 1988.
- Marie-Magdeleine Lessana, « De Borel à Blanchot, une joyeuse chance, Georges Bataille », présentation de Histoire de l'œil et Madame Edwarda (édition en fac-similé des deux éditions illustrées par Masson et Bellmer), Paris, Pauvert, 2001.
- Christian Limousin, Bataille, Paris, Éditions Universitaires, coll. « Psychothèque », 1974.
- Pascal Louvrier, Georges Bataille, la fascination du mal, Paris, Éditions du Rocher, 2008.
- (it) Gisella Maiello, Georges Bataille, Naples, Liguori, 1983.
- (en) Nick Mansfield, The God who Deconstructs Himself : Sovereignty and Subjectivity between Freud, Bataille and Derrida, New York, Fordham University Press, 2010.
- Alain Marc, Écrire le cri, Sade, Bataille, Maïakovski…, préface de Pierre Bourgeade, Paris, l'Écarlate, 2000.
- Francis Marmande, Georges Bataille politique, Lyon, Presses Universitaires de Lyon, 1984.
- Francis Marmande, L'Indifférence des ruines. Variations sur l'écriture du Bleu du ciel, Marseille, Parenthèses, coll. « Chemin de ronde », 1985.
- Francis Marmande, Le Pur bonheur. Georges Bataille, Paris, Lignes, 2011.
- Susanna Mati, Franco Rella, Georges Bataille, philosophe, édition par Thomas Vercruysse, Paris, éditions Mimesis, coédition Vrin, 2010, 100 p.  (ISBN 9788857504452) ; édition originale en italien, Georges Bataille filosofo, Milan, Mimesis, 2007.
- (de) Bernd Mattheus, Georges Bataille. Eine Thanatographie (3 vol.), Munich, Matthes & Seitz Verlag, 1984-1995.
- Tristan Maya, Georges Bataille au quotidien (plaquette tirée à part, sans mention d'éditeur), 1956-1962, « Le Cerf volant », XLIV, 1994.
- Gilles Mayné, Pornographie, violence obscène, érotisme, Paris, Descartes et Cie, 2001.
- Gilles Mayné, Georges Bataille, l'érotisme et l'écriture, Paris, Descartes et Cie, 2003.
- Gilles Mayné, Les multiples péchés de Richard Ford, de Georges Bataille et de Jacques Derrida, Rome, Aracne éditrice, 2009.
- Gilles Mayné, En finir avec Onfray (du déni de Bataille à la boboïsation ambiante), Ceyzérieu, Champ Vallon Éditions, coll. « L'esprit libre », 2018, 360 p.
- (en) Andrew J. Mitchell et Jason Kemp Winfree (éd.), The Obsessions of Georges Bataille. Community and Communication, Albany, Sunny Press, 2009.
- (de) Stephan Moebius, Die Zauberlehrlinge. Soziologiegeschichte der Collège de Sociologie, Konstanz 2006.
- Cédric Mong-Hy, Bataille cosmique. Du système de la nature à la nature de la culture, Paris, Lignes, coll. « Fins de la philosophie », 2012.
- (it) Bruno Moroncini, La Comunità e l’invenzione, Naples, Cronopio, 2001.
- Philippe Muray, « Georges Bataille ou l'art à l'épreuve du rire », in Les Mutins de Panurge. Exorcismes spirituels II, Paris, Les Belles Lettres, 1998 (rééditions 2006 et 2010).
- Jean-Luc Nancy, La Communauté désœuvrée, Paris, Christian Bourgois, 1986 ; nouvelle édition revue et augmentée, 2004.
- Albert Nguyên, La Perdi(c)tion de Georges Bataille. Essai de psychanalyse, Paris, Éditions Stilus, coll. « Résonances », 2016, 247 p.
- Bernard Noël, La Maladie de la chair, Toulouse, Éditions Ombres, coll. « Petite Bibliothèque Ombres », 1995 (récit inspiré par le père de Bataille)
- (en) Benjamin Noys, Georges Bataille, a Critical Introduction, Londres, Pluto Press, 2000.
- (it) Pietro Palumbo et Marisa Ercoleo, Su Bataille : prospettive ermeunitiche, Palerme, Stass, 1985.
- Andreas Papanikolaou, Georges Bataille : Érotisme, imaginaire politique et hétérologie, Paris, Éditions Praelego, 2009.
- (it) Felice Ciro Papparo, Incanto e misura : per una lettura di Georges Bataille, Naples, Edizioni scientifiche italiane, 1997.
- (it) Felice Ciro Papparo, Per più farvi amici. Di alcuni motivi in Georges Bataille, Macerata, Quodlibet, 2005.
- (it) Carlo Pasi, La Favola dell'occhio. Saggio su Georges Bataille, Naples, Shakespeare & C., 1987.
- (it) Carlo Pasi, Georges Bataille. La ferita dell'ecesso, Turin, Bollati Boringhieri, 2002.
- Sylvie Patron, “Critique” (1946-1996). Une encyclopédie de l’esprit moderne, Paris, éditions de l’IMEC, 2000.
- Jacques Patry, L'Interdit, la transgression, Georges Bataille et nous, Québec, Presses de l'Université Laval, 2012.
- Mario Perniola, L'Instant éternel. Bataille et la pensée de la marginalité, traduction de François Pelletier, Paris, Méridien/Anthropos, 1981.
- (it) Mario Perniola, Philosophia sexualis. Saggi su Georges Bataille, Vérone, Ombre corte, 1999.
- (it) Maria Barbara Ponti, Georges Bataille e l’estetica del male, Palerme, Centro internazionale studi di estetica, 1999.
- Pierre Prévost, Pierre Prévost rencontre Georges Bataille, Paris, Jean-Michel Place, 1987.
- Pierre Prévost, Georges Bataille et René Guénon : l'expérience souveraine, Paris, Jean-Michel Place, 1992.
- Dominique Rabaté, La Passion de l'impossible. Une histoire du récit au XXe siècle, Paris, José Corti, coll. « Les Essais », 2018.
- Jean-Claude Renard, L’« Expérience intérieure » de Georges Bataille ou la négation du mystère, Paris, Éditions du Seuil, 1987.
- (en) Michael Richardson, Georges Bataille, New York, Routledge, 1994.
- (en) Michele Richman, Reading Georges Bataille. Beyond the Gift, Baltimore, The Johns Hopkins University Press, 1982.
- Jean Rollin, Les Dialogues sans fin. Précédés de quelques souvenirs sur Georges Bataille, Maurice Blanchot et Michel Fardoulis-Lagrange, Paris, Éditions Mirandole, 1998.
- (it) Rocco Ronchi, Bataille, Levinas, Blanchot. Un sapere passionale, Milan, Spirali, 1985.
- (it) Rocco Ronchi, Luogo comune. Verso un’etica della scrittura, Milan, Egea, 1996.
- Philippe Sabot, Pratiques d'écriture, pratiques de pensée : figures du sujet chez Breton, Éluard, Bataille et Leiris, Villeneuve d'Ascq, Presses universitaires du Septentrion, 2001.
- Sylvain Santi, Georges Bataille, à l'extrémité fuyante de la poésie, Amsterdam / New York, Éditions Rodopi B.V., 2007.
- Robert Sasso, Georges Bataille : le système du non-savoir, une ontologie du jeu, Paris, Minuit, coll. « Arguments », 1978.
- Georges Sebbag, Bataille Leiris Einstein / Le moment Documents avril 1929 – avril 1931, Paris, Jean-Michel Place éditeur, 2022.
- (en) Steven Shapiro, Passion and Excess: Blanchot, Bataille, and Literary Theory, Tallahassee, Florida State University Press, 1990.
- Bernard Sichère, Pour Bataille. Être, chance, souveraineté, Paris, Gallimard, L'Infini, 2006.
- Philippe Sollers, L'Écriture et l'expérience des limites, Paris, Éditions du Seuil, 1971 (« Le Toit », p. 104-138).
- Anne Staquet, La Morale et ses fables - De l'éthique narrative à l'éthique de la souveraineté, Zurich, Québec, Grand Midi, 2000.
- Jean-Luc Steinmetz, La Poésie et ses raisons. Rimbaud Mallarmé Breton Artaud Char Bataille Michaux Ponge Tortel Jaccottet, Paris, José Corti, 1990.
- (de) Marcus Steinweg et Thomas Hirschhorn, Bataille-Maschine, 2 volumes, Berlin, Merve Verlag, 2003.
- (en) Allan Stoekl, Politics, Writing, Mutilation. The Cases of Bataille, Blanchot, Roussel, Leiris and Ponge, Minneapolis, University of Minneapolis Press, 1995.
- (en) Allan Stoekl, Bataille's Peak. Energy, Religion and Postsustainability, Minneapolis, University of Minneapolis Press, 2007.
- Michel Surya, Georges Bataille, la mort à l'œuvre, Paris, Librairie Séguier, 1987 ; nouvelle édition revue et augmentée, Paris, Gallimard, 1992 ; réédition Paris, Gallimard, coll. « Tel », 2012.
- Michel Surya, Sainteté de Bataille, Paris, Éditions de l'Éclat, 2012.
- Michel Surya, Georges Bataille. NON SERVIAM, textes réunis et présentés par Michel Surya, Paris, Éditions Lignes, 2025.
- Tomasz Swoboda, Histoires de l'œil, Amsterdam / New York, Rodopi, 2013.
- Vincent Teixeira, Georges Bataille, la part de l'art - la peinture du non-savoir, Paris, L'Harmattan, coll. « L'ouverture philosophique », 1997.
- Emmanuel Tibloux, Georges Bataille, Paris, Association pour la Diffusion de la Pensée Française, 1996.
- Éric Valentin, Thomas Hirschhorn et Georges Bataille. La foudre et les flammes, Paris, L'Harmattan, 2018.
- (nl) Ineke Van der Burg et Debora Meijers, Bataille : Kunst, Geweld En Erotiek Als Grenservaring, Amsterdam, SUA, 1987.
- (es) Jorge Veraza Urtuzuástegui, Subvirtiendo a Bataille, Mexico, Editorial Itaca, 1986.
- Slaven Waelti, Klossowski, l'incommunicable : Lectures complices de Gide, Bataille et Nietzsche, Paris, Droz, 2015.
- François Warin, Nietzsche et Bataille. La parodie à l'infini, Paris, P.U.F., 1994.
- (de) Peter Wiechens, Bataille zur Einführung, Hambourg, Junius, 1995.
- (de) , Christiane Zimmerling-Zinga, Der Wahrheitsbegriff im Werke Georges Batailles (oder über die Sucht, sich im Rausch zu verlieren), Francfort, Fischer, 1997.

- Catalogue Georges Bataille (Livres, préfaces et revues, ouvrages de critique, Influences & Affinités), édité par les librairies Jean-François Fourcade et Henri Vignes, janvier 1996.
- Petite collection d'un libraire dilettante : Christophe d'Astier. Georges Bataille, Sotheby's, 2009 (catalogue).

## Ouvrages collectifs

### Association Billom-Bataille
- Association Billom-Bataille [1]• [Bataille 1] Première Rencontre de Billom : Alain Brayer : Georges Bataille, 1897-1962, première approche (création iconographique) ; Michel Bonnamy : Georges Bataille, bio-bibliographie ; Jacques Hérold : Peintures ; Nicolas Wagner, Georges Bataille, pourquoi ! ; Michel Butor : Le Mariage de l'archangélique et du félin, Georges Bataille et Jacques Hérold. Billom-Saint-Loup, imp. De Bussac, 1979.
- Association Billom-Bataille • [Bataille 2] André Masson, les monts d'Auvergne : Patrick Waldberg : Note sur Georges Bataille ; Nicolas Wagner : Georges Bataille l'écrivain 1929-1939 ; Alain Brayer : Idée d'un complément de documentation : la maison natale – À propos du texte du docteur Joseph Delteil Georges Bataille à Riom-ès-montagne – Pèle-mêle – L'Anus solaire - Bataille et les Monts d'Auvergne, tracé dans les textes - Concordances et Analogies ; Françoise Will-Levaillant : Bataille, Masson, ou l'Incongruité des signes ; galerie Louise-Leiris : Œuvres d'André Masson ; Marcel Freydefont : Bataille et le Théâtre, la recherche de l'impossible ; Pierre Lagueunière : Comment faire rentrer Bataille à Billom ? ; Bernard Fabre : Quelques Motifs d'une lecture publique ; Jacques Hérold : La Poésie collée au mur 1967-1968 ; Albert Flocon : Entrelacs ou les Divagations d'un buriniste : XVIII, la vague. Billom-Saint-Loup, imp. IPC, 1980.
- Association Billom-Bataille • [Bataille 3] Un bestiaire pour Georges Bataille : Jean-Claude Corréia : Les Poissons des abysses ; Guillaume Le Clerc de Normandie : Bestiaire divin, extrait, 1211 ; Jean Corbechon : Des propriétés des choses, extrait, 1372 ; Extrait d'un carnet personnel du prince Albert Ier, 18 août 1911 ; Alain Borer : Le Pli, l'impossible ; Philippe Rappard : Notes sur Jean-Claude Corréia ; Patrick Rousseau ; A-Léthèia ou les Méprises du sacrifice ; Dominique Lecoq : À propos de Documents : des monstres trop humains ; Collectif : Un bestiaire pour Georges Bataille ; Michel Blais : Œuvres ; Alain Giron : Œuvres ; Nicolas Wagner : Un bestiaire pour Georges Bataille. Billom-Saint-Loup, imp. Raidot, 1981.
- Association Billom-Bataille • [Bataille 4] Georges Bataille et Raymond Queneau : Jean Piel : Georges Bataille et Raymond Queneau pendant les années trente-quarante ; Christian Limousin : Bataille, Queneau et les Autres : petit dictionnaire d'esthétique et Cie de ces années-là, 1929-1934 ; Patrick Rousseau : Le Pouvoir électrique des pointes ; Dominique Lecoq : Jacques-André Boiffard ou l'Histoire d'un œil ; Michel Blais : Présenter Hégel ; René-Jean Clot : Sur les dessins de Raymond Queneau ; Thierry  Rabany : Raymond Queneau, gouaches, aquarelles, dessins - etc ; Alain Brayer : Raymond Queneau dans les arts ; Michel Blais : L'Excentricité. Billom-Saint-Loup, imp. De Bussac, 1982.
- Association Billom-Bataille • [Bataille 5] Gaston-Louis Roux, d'une époque à l'autre : Jacques Baron : Gaston-Louis Roux ; Christian Limousin : Gaston-Louis Roux et les Écrivains, petit essai d'anthologie ; Georges Bataille : Préface du catalogue de l'exposition "Gaston-Louis Roux",  galerie Louise-Leiris, 1947 ; Dominique Lecoq : Africaine Odyssée ; Pierre-Georges Bruguière : 19 novembre 1978  -  Bio-bibliographie de Gaston-Louis Roux ; Michel Blais : Ruptures  - Post-Sciptum ; Gaston-Louis Roux : Cours et Jardins  -  Triptyques ; Thierry Rabany : La Quintessence du triptyque ou le Quintype.  Billom-Saint-Loup, imp. de La Source d'or, 1983.
- Association Billom-Bataille • [Bataille 6a] Étienne-Martin, Jean Fautrier : Christine Corcellut : Demeures - Demeurer ; Dominique Le Buhan : Les Demeures-Mémoires d'Étienne-Martin, extrait ; Serge Hélias : Rencontres à Saint-Lucien ; Marie-Christine Lala : D'une demeure l'autre ; Eugénie Lemoine-Luccioni : "Un œil noir me regarde" ; Michel Blais : Masque, demeure symbolique ; Jean Fautrier : Dessins de nus. Billom-Saint-Loup, imp. Decombat, 1985.
- Association Billom-Bataille • [Bataille 6b] Jean-Fautrier, Étienne-Martin : Dominique Daguet : Jean Fautrier, sa vie ; Castor Seibel : Bataille et Fautrier : vers la liberté de l'impossible ; Dominique Lecoq : Bataille/Fautrier, dialogue d'enragés : Dominique Daguet : Une sculpture tragique ; Thierry Rabany : D'un temps à l'autre ; Alain Brayer : Les Demeures biographiques. Billom-Saint-Loup, imp. Decombat, 1985.
- Association Billom-Bataille • [Bataille 7] 3 Tendances de l'art contemporain : Thierry Rabany : présentation ; Marie-Antoinette Chalus : J'ai toujours été fascinée ; Hildegarde & Harold Joos : Ligne, Surface, Construction - Construction-Évolution ; Jean-Marie Queneau : Gérard Oberlé : Tableaux d'une exposition ; Jean-Théodore Moulin : 4 Poèmes ; colloque Bataille et les Artistes sous la présidence de Jean-Jacques Pauvert, 28-31 août 1987 . Billom-Saint-Loup, imp. IPC, 1987.

### Autres revues et ouvrages collectifs
Classement des publications par ordre chronologique
- La Ciguë, « Georges Bataille », no 1, 1958. Textes de René Char, Marguerite Duras, Louis-René des Forêts, Michel Leiris, Jean Fautrier, André Malraux, André Masson, Jean Wahl.
- Critique, « Hommage à Georges Bataille », août-septembre 1963, no 195-196. Textes de Roland Barthes, Maurice Blanchot, Jean Bruno, Michel Foucault, Pierre Klossowski, Michel Leiris, André Masson, Alfred Métraux, Jean Piel, Raymond Queneau, Philippe Sollers, Jean Wahl.
- L'Arc, « Georges Bataille », no 32, 1967. Textes de Henri Ronse, Michel Leiris, Marcel Lecomte, Jean-Michel Rey, Jacques Derrida, Thadée Klossowski, Michel Deguy, René de Solier, Denis Hollier, Jean Duvignaud, Manuel Rainfort, Georges Bataille.
- « Présence de Georges Bataille », Quinzaine littéraire, no 97, 1970.
- « Georges Bataille, l'érotisme et la mort », Magazine littéraire, no 45, octobre 1970.
- L'Arc, « Bataille », no 44, 1971. Textes de Henri Ronse, Michel Leiris, Rodolphe Gasché, François Cuzin, Alexandre Kojève, François Perroux, Jean-Michel Rey, Jean Pfeiffer, Gilbert Lascault, Denis Hollier.
- Bataille, Actes du colloque du Centre Culturel International de Cerisy-la-Salle (« Vers une Révolution Culturelle : Artaud, Bataille », juillet 1972), sous la direction de Philippe Sollers. Textes de Roland Barthes, Jean-Louis Baudry, Denis Hollier, Jean-Louis Houdebine, Julia Kristeva, Marcelin Pleynet, Philippe Sollers, François Wahl.
- Art press, dossier Bataille, no 36, avril 1980. Textes de Guy Scarpetta, Philippe Sollers.
- Écrits d'ailleurs, Georges Bataille et les ethnologues, Paris, Éditions de la Maison des Sciences de l'Homme, 1987. Textes de Michel Blais, Alain Calame, Marie-Claire Dumas, Jean-Pierre Faye, Serge Ferreri, Maurice Godelier, Marc Guillaume, Frank Joostens, Marie-Christine Lala, Michel Lecamp, Dominique Lecoq, Eugénie Lemoine-Luccioni, Jean-Luc Lory, Francis Marmande, Marie Mauzé, Jacques Meunier, Martine Paoli-Elzingre, Bertrand Pulman, Isabelle Rieusset, Jacques Weber.
- « Georges Bataille, la littérature, l'érotisme et la mort », Magazine littéraire, no 243, juin 1987.
- (it) Il Politico e il Sacro, sous la direction de Jacqueline Risset, Naples, éditeur Liguori, collection « Teorie & oggetti », 1987, 196 p. Textes de Giorgio Aganbem, Rita Bischof, Georges Didi-Huberman, Marina Galletti, Denis Hollier, Marie-Christine Lala, Francis Marmande, Catherine Maubon, Carlo Pasi, Jean-Michel Rey.   (EAN 9788820715991)
- Georges Bataille. Actes du colloque international d'Amsterdam (21 et 22 juin 1985), Amsterdam, éditions Rodopi, 1987, 146 p. Textes réunis et présentés par Jan Versteeg, de Elisabeth Bosch, Peter Collier, Denis Hollier, Marie-Christine Lala, Dominique Lecoq, Francis Marmande, Isabelle Rieusset, Michèle Richman, Aart van Zoest.
- « Georges Bataille », Revue des Sciences Humaines, no 206, avril-juin 1987. Textes de Jean-Louis Baudry, Denis Hollier, Marie-Christine Lala, Francis Marmande, Carlo Pasi, Rolland Pierre, Jean-Michel Rey, Jean-Luc Steinmetz.
- La Mort dans le texte, sous la direction de Gilles Ernst, Actes du Colloque de Cerisy, Lyon, Presses Universitaires de Lyon, 1988.
- Georges Bataille, une autre histoire de l'œil, Cahiers de l'Abbaye Sainte-Croix, no 69, 1991. Textes de Didier Ottinger, Michel Surya, Chaké Matossian, Daniel Dobbels, Jean-Michel Alberola, Jacques Henric, Jean-Louis Baudry, Bernard Marcadé, Sylvia Colle-Lorant.
- Georges Bataille et la fiction, textes réunis par Henk Hillenaar et Jan Versteeg, CRIN, no 25,  Rodopi, Amsterdam et Atlanta, GA, 1992. Textes de Elisabeth Bosch, Ger Groot, Henk Hillenaar, Ingrid Jurriëns, Laurens ten Kate, Francis Marmande, Martijn Rus, Yves Thévenieau, Jan Versteeg.
- (de) Bataille lesen, Die Schrift und das Unmögliche, sous la direction de Helga Finter et Georg Maag, Munich, Fink, 1992.
- « Dossier : Bataille et les arts plastiques », La part de l'œil, no 10, 1994. Textes de Luc Richir, Véronique Bergen, José Barao da Cunha, Pierre Fédida, Denis Hollier, Jean Lancri, Roger Laporte, Roland Léthier, Jean Lombardi, Lucien Massaert, Chakè Matossian, Michel Surya, Jean-Luc Nancy et François Martin.
- Masson et Bataille, Musée des Beaux-Arts d'Orléans, musée municipal de Tossa de Mar, 1994. Textes de Éric Moinet, André Masson, Bernard Noël, Gloria Bosch, Teresa Grandas.
- Georges Bataille après tout, sous la direction de Denis Hollier, Actes du colloque « Bataille après tout », tenu à Orléans en novembre 1993, Paris, Belin, 1995. Textes de Geoffrey Bennington, Martin Jay, Vincent Kaufmann, Hubert Damisch, Georges Didi-Huberman, Rosalind Krauss, Jacqueline Risset, Mario Perniola, Catherine Cusset, Élisabeth Roudinesco, Michel Surya, Sylvère Lotringer, Marina Galletti, Denis Hollier, Francis Marmande.
- (en) Bataille : Writing the Sacred, sous la direction de Carolyn Bailey Gill, London and New York, Routledge, 1995. Textes de Geoffrey Bennington, Jean-Michel Besnier, Leslie Anne Boldt-Irons, Briony Fer, Denis Hollier, Marie-Christine Lala, John Lechte, Michele Richman, Allan Stoekl, Susan Rubin Suleiman, Sarah Wilson.
- (en) On Bataille. Critical Essays, sous la direction de Leslie Boldt-Irons, Albany, New York, Suny Press, 1995. Textes de Lionel Abel, Jean-Louis Baudry, Jean Borreil, Tony Corn, Denis Hollier, Rodolphe Gasché, Michael Halley, Pierre Klossowski, Julia Kristeva, Jean Piel, Arkady Plotnitsky, Mikhal Popowski, Robert Sasso, Paul Smith, Susan Rubin Suleiman.
- « Exigence de Bataille, présence de Leiris », textes réunis et présentés par Francis Marmande, Paris, Textuel, n° 30, Paris 7-Denis Diderot, 1996. Textes de Nathalie Berberger, Christophe Bident, Arnaldo Calveyra, Daniel Dobbels, Christophe Halsberghe, Hervé Lemarié, Francis Marmande, Elske Miles, Sylvie Patron, Jacqueline Risset, François Rouan, Michel Surya, Emmanuel Tibloux.
- (en) Fred Botting et Scott Wilson (éd.), Bataille. A Critical Reader, Oxford, Blackwell, 1998. Textes de Jean Baudrillard, Maurice Blanchot, Mikkel Borch-Jacobsen, Jacques Derrida, Michel Foucault, Jean-Joseph Goux, Jürgen Habermas, Denis Hollier, Philippe Sollers.
- Georges Bataille, l'héritage impossible, textes réunis par Annie Pibarot, Montpellier, Presses Universitaires de Montpellier, 1999.
- « Georges Bataille », Les Temps Modernes, no 602, Paris, Gallimard, décembre 1998 - janvier-février 1999. Textes de Pierre Alferi, Jean-Christophe Bailly, Christophe Bident, Laurence Bougault, Olivier Cadiot, Octave Debary, Michel Deguy, Marina Galletti, Claude Lanzmann, Jean-François Louette, Alexandra Makowiak, Jean-Christophe Marcel, Francis Marmande, Catherine Maubon, Catherine Millot, Cécile Moscovitz, Bernard Noël, Didier Ottinger, Thierry Paquot, Sylvie Patron, Jean-François Pradeau, Christian Prigent, Philippe Roger, Bernard Sichère, Philippe Sollers, Michel Surya, Emmanuel Tibloux.
- Bataille-Leiris, l'intenable assentiment au monde, Actes du colloque tenu à Orléans en novembre 1997, sous la direction de Francis Marmande, Paris, Belin, 1999. Textes de Aliette Armel, Christophe Bident, Philippe Dagen, Guy Dandurand, Marina Galletti, Marc Guillaume, Jean Jamin, Julia Kristeva, Francis Marmande, Catherine Maubon, Jacqueline Risset, Bernard Sichère, Michel Surya, Pierre Vilar.
- « Sartre-Bataille », Lignes, nouvelle série, no 01, Paris, Éditions Léo Scheer, mars 2000. Textes de Michel Surya, Francis Marmande, Jacqueline Risset, Carlo Pasi, Bernard Sichère, Jean-Luc Nancy, Rocco Ronchi, Gianfranco Rubino, Jean-Michel Besnier, Jean-Michel Rey, Véronique Bergen, Enzo Traverso, Claire Margat, Georges Didi-Huberman.
- « Guyotat-Artaud-Blanchot-Bataille-Antelme-Rousset », Lignes, no 03, Paris, Éditions Léo Scheer, octobre 2000. Textes de Pierre Guyotat, Michel Surya, Jean-Paul Curnier, Jacob Rogozinski, Mehdi Belhaj Kacem, Jean-Marc Levent, Maurice Blanchot, Christophe Bident, Georges Bataille, Francis Marmande, Michel Koch, Kostas Axelos, Robert Antelme, David Rousset.
- Collectif autour de Bataille. Textes de Michel Surya, Serge Valdinoci, Alain Pandolfo, Reims, Éditions Le clou dans le fer, 2003.
- (it) Bataille-Sartre : un dialogo incompiuto, sous la direction de Jacqueline Risset, Rome, Artemide, 2002. Textes de Marina Galletti, Jacqueline Risset, Enzo Traverso.
- Georges Bataille et la fiction, CRIN, Rodopi, 2004. Textes de Laurens ten Kate, Yves Thévenieau, Francis Marmande, Henk Hillenaar, Jan Versteeg, Elisabeth Bosch, Ger Groot, Ingrid Jurriëns et Martijn Rus.
- « Nouvelles lectures de Georges Bataille », Lignes, no 17, Paris, Éditions Lignes et Manifestes, mai 2005. Textes de Martin Crowley, Joseph Cohen, Osamu Nishitani, Boyan Manchev, Pierre-Olivier Capéran, Sylvain Santi, Sandrine Israël, Diogo Sardinha, Magali Tirel, Fausto de Petra, Marianne Esposito, Lina Franco, Sylvie Tréchérel, Christophe Halsberghe, Laura Santone.
- L'Histoire-Bataille. L'écriture de l'histoire dans l'œuvre de Georges Bataille, sous la direction de Laurent Ferri et Christophe Gauthier, Études et rencontres de l'École des chartes, n° 18, Paris, Publications de l'École nationale des chartes, 2006. Textes de Laurent Ferri, Yves-Marie Bercé, Laurent Dubreuil, Christophe Gauthier, Christophe Halsberghe, Pierre Savy, Olivier Guyotjeannin, Jean-Claude Monod, Dominique Rabaté, Georges Bataille.
- (en) The Beast at Heaven's Gate: Georges Bataille and the Art of Transgression, sous la direction de Andrew Hussey, New York, Rodopi, 2006. Textes de Boris Belay, Martin Crowley, Lina Franco, Patrick Ffrench, Paul Hegarty, Andrew Hussey, Ian James, Cathy MacGregor, John Philips, Malcolm Pollard, Richard Williams.
- Sexe et Texte : Autour de Georges Bataille, Presses universitaires de Lyon, 2007. Textes réunis par Jean-François Louette et Françoise Rouffiat. Textes de Jean-François Louette, Georges Mathieu, Gilles Ernst, Marina Galletti, Gilles Philippe, Marc Kober, Anne Malaprade, Brigitte Combe, Nao Sawada, Claude Coste, Françoise Rouffiat, Danielle Perrot-Corpet, Annick Brillant-Annequin, Mireille Losco-Lena.
- Philippe Sabot, « Extase et transgression chez Georges Bataille », dans Savoirs et clinique. Revue de psychanalyse, n°8, L'écriture et l'extase, éditions Érès, 2007, p. 87-93.
- « Georges Bataille écrivain », Paris, Armand Colin, Littérature, no 152, avril 2008. Textes de Laurent Zimmermann, Lucette Finas, Francis Marmande, Philippe Forest, Vincent Vivès, Sylvain Santi, Aliocha wald Lasowski, Sylvie Trécherel, Jean-François Louette.
- Georges Bataille, de l'hétérogène au sacré / Georges Bataille, from "heterogeneity" to the sacred, Actes du colloque du 29 avril 2006 à Newnham College, Université de Cambridge, sous la dir. de Juliette Feyel, Revue Silène, Centre de recherches en littérature et poétique comparées de Paris Ouest-Nanterre-La Défense, 2008.
- (it) Georges Bataille o la disciplina dell'irriducibile, sous la direction de Felice Ciro Papparo et Bruno Moroncini, Gênes, Il Melangolo, 2009.
- Georges Bataille interdisciplinaire. Autour de La Somme athéologique, Montréal, éditions Triptyque, 2009, sous la direction de Martin Cloutier et François Nault. Textes de Martin Cloutier, François Nault, Valérie Chevassus-Marchionni, Emy Koopman, Jacques Julien, Marie-Pierre Boucher, François Gauthier, Philippe Saint-Germain, Dominic Fontaine-Lasnier, Jacques Pierre.
- Cahiers Bataille no 1, Meurcourt, Éditions les Cahiers, octobre 2011. Textes de Michel Surya, Claude Minière, Christian Prigent, Frédéric Aribit, Koichiro Hamano, Jean-Louis Cornille, Chiara Di Marco, Jean Pierrot, Georges Sebbag, Muriel Pic, Dominic Marion, Felice Ciro Papparo, Vincent Teixeira, Kuniyoshi Kaneko, Georges Bataille[2].
- Revue des deux mondes, mai 2012, numéro spécial « Dans l'œil de Georges Bataille ». Textes de Georges Didi-Huberman, Guillaume Fau, Charles Ficat, Marina Galetti, Christian Limousin, Jean-François Louette, Alexandre Mare, Jean-Luc Nancy, Jacqueline Risset, Philippe Sollers, Frédéric Verger.
- Sous le signe de Bataille - Masson, Fautrier, Bellmer, catalogue d'exposition, Vézelay, Musée Zervos, 2012. Textes de Camille Morando, Yves de Fontbrune, Marcel-André Stalter, Fabrice Flahutez, Christian Limousin, Christian Derouet.
- Le Portique - philosophie et sciences humaines : Georges Bataille, no 29, 2012. Textes de Madeline Chalon, Vincent Gény, Mathilde Girard, Benoît Goetz, Jean-Marc Leveratto, Boyan Manchev, Francis Marmande, Jean-Luc Nancy, Philippe Sabot, Michel Surya, François Warin.
- Georges Bataille en Auvergne, Mairie de Riom-ès-Montagnes et Drac d'Auvergne, 2012. Textes de Jean-Jacques Bellet, Georges Delteil, Christian Limousin, Jean-François Louette, Olivier Meunier, Vincent Teixeira.
- Critique, Georges Bataille. D'un monde l'autre, numéro dirigé par Pierre-Antoine Fabre, Muriel Pic, no 788-789, janvier-février 2013, 192 p. Textes de Walter Benjamin, Édith Boissonnas, Marcus Coelen, Georges Didi-Huberman, Pierre-Antoine Fabre, Elena Galtsova, Stefanos Geroulanos, Yves Hersant, Denis Hollier, Laurent Jenny, Dominique Kunz-Westerhoff, Jean-François Louette, Yoshikazu Nakaji, Muriel Pic, Philippe Roger  (ISBN 9782707322791)
- Georges Bataille, cinquante ans après, éditions Cécile Defaut, 2013, sous la direction de Gilles Ernst et Jean-François Louette. Textes de Patrick Bergeron, Jean-Michel Besnier, François Bizet, Jean-Louis Cornille, Gilles Ernst, Patrick Ffrench, Philippe Forest, Koichiro Hamano, Sarah Lacoste, Jean-François Louette, Gilles Philippe, Jacqueline Risset, Céline Sangouard-Berdeaux, Sylvain Santi.
- Philosophie Magazine no 68, dossier Georges Bataille et l'excès, avril 2013. Textes de Martin Duru, Cécile Guilbert, Yannick Haenel.
- Les Hommes sans épaules no 37, dossier « Georges Bataille et l'expérience des limites », par César Birène, Christophe Dauphin, premier semestre 2014.
- Cahiers Bataille no 2, Meurcourt, Éditions les Cahiers, octobre 2014. Entretien avec Elizabeth Prouvost, textes de Pietro Palumbo, Nidesh Lawtoo, Mark Meyers, Miguel Morey, Jan Ceuleers, Hiroshi Yoshida, Jean-Louis Baudry, Abraso et Deura Flammen, Camille Henriot, lettres inédites de Georges Bataille (introduites et annotées par Olivier Meunier et Marina Galletti), dessins inédits de René Magritte[3].
- “La Part maudite” de Georges Bataille. La dépense et l'excès, dirigé par Christian Limousin et Jacques Poirier, Paris, Éditions Classiques Garnier, coll. « Rencontres », 2015.
- (en) Georges Bataille. Key Concepts, édition par Mark Hewson et Marcus Coelen, Londres et New York, Routledge, 2015, 220 p. Textes de Giulia Agostini, Elisabeth Arnould-Bloomfield, Tiina Arppe, Marcus Coelen, Simonetta Falasca-Zamponi, Patrick Ffrench, Marina Galletti, Nadine Hartmann, Mark Hewson, Andrew Hussey, Stuart Kendall, Claire Nioche, Gerhard Poppenberg, Michèle Richman  (ISBN 978-1138908567)
- Artpress2 no 42, Valeur d'usage de Georges Bataille, coordonné par Jacques Henric, août-septembre-octobre 2016. Textes de Patrick De Vos, Philippe Forest, Fabrice Hadjadj, André S. Labarthe, Jean-François Louette, Claire Margat, Arnaud Maïsetti, Catherine Malabou, Laurent Perez et Jean-Luc Nancy.
- Cahiers Bataille no 3, Meurcourt, Éditions les Cahiers, novembre 2016. Entretien avec Edgar Morin, textes de Élisabeth Arnould-Bloomfield, Ji-Yoon Han, Michal Krzykawski, Takashi Ichikawa, Jean-Michel Heimonet, Claire Lozier, Monika Marczuk, Elias Perez, Tobias André, Olivier Meunier, Léa Bismuth, Anne-Lise Broyer, Bruno Fern, Typhaine Garnier, Christian Limousin, lettres inédites de Georges Bataille à Joseph Roche (1919-1921), illustrations de Claude Stassart-Springer, Jean-Gilles Badaire, Jean-Sébastien Rossbach[4].
- (en) Marina Galletti et Alastair Brotchie  (sous la dir. de) : The Sacred Conspiracy, London, Atlas Press, 2017, 480 p.
- Collectif Leçon d’économie générale : l’expérience-limite chez Bataille-Blanchot-Klossowski, dir. Alain Milon, Paris, Presses Universitaires de Paris Nanterre, coll. « Résonances de Maurice Blanchot », 2018.
- Cahiers Bataille n°4 - Dictionnaire critique de Georges Bataille, Meurcourt, Éditions Les Cahiers, 2019. Avec des contributions de Nicola Apicella, Fréderic Aribit, Élisabeth Arnould-Bloomfield, Jean-Christophe Bailly, Mehdi Belhaj Kacem, Iris Bernadac, Jean-Michel Besnier, Léa Bismuth, Eugene Brennan, Marie Chabbert, Éric Clémens, Gemma Daou, Philippe Durand, Pascale Fautrier, Julián Fava, Frederika Amalia Finkelstein, Philippe Forest, Jean-Francois Fourcade, Marina Galletti, Mathilde Girard, Ferdinand Gouzon, Christian Le Guerroué, Yannick Haenel, Lola Hamon, Thomas Hirschhorn, Anthony Horrie, Aurore Jacquard, Eduardo Jorge de Oliveira, Olivier Koettlitz, Michal Krzykawski, Arnaud Labelle-Rojoux, Marie-Christinne Lala, Christian Limousin, André Pieyre Mandiargues, Patrice Maniglier, Francis Marche, Monika Marczuk, Francis Marmande, Krzysztof Matuszewski, Jacques Nassif, Laurent Noël, Sotaro Ohike, Didier Ottinger, Yves Ouallet, Jérôme Peignot, Élodie Petit, Muriel Pic, Jacques Pimpaneau, Behrang Pourhosseini, Bruno Ribeiro de Lima, Olivier Robert, Éliane Robert Moraes, Louise Robin, Antoine Roblot, Philippe Roger, Guillaume Rousseau, John Jefferson Selve, Ida Simon, Thomas Sing, Michel Surya, Sara Svolacchia, Mathieu Terence, Emmanuel Tibloux, Jean-Luc Verna, Bernard Vouilloux, Chunming Wang, Barbara Eva Zauli[5].
- Cahiers Bataille no 5, Meurcourt, Éditions les Cahiers, janvier 2022.
- Georges Bataille. Jean-Luc Steinmetz, Europe, n° 1121-1122, septembre-octobre 2022. Textes de Stéphane Massonet, Jacqueline Risset, Marina Galletti, Stuart Kendall, Jean-Christophe Bailly, Jean-Michel Besnier, Denis Hollier, Lucette Finas, Yannick Haenel, Christian Limousin, Claudine Frank, Nidesh Lawtoo, Raymond Queneau, Maurice Heine, Roger Caillois, Georges Bataille, Jean-Luc Steinmetz, Bernard Noël, Michel Surya, Jean-François Louette, Cédric Mong-Hy, Mathilde Girard.
- Cahiers Bataille n°6, Meurcourt, Éditions les Cahiers, février 2024, 324 p.

## Documents en  ligne
- Jean-Michel Besnier, « Georges Bataille et la modernité : la politique de l’impossible »  JM Besnier
- Guy Dandurand sur La Part maudite La part maudite Dandurand
- Jean Dragon, De « l'Obscénité du nom propre », essai d'analyse des pseudonymes chez Georges Bataille, Département d’Études françaises et de traduction, Université Laurentienne Jean Dragon
- Christian Fauré sur La Part maudite La part maudite Fauré
- Jean-Luc Nancy, « Mais laissons là Monsieur Bataille ! », entretien avec Madeline Chalon Le Portique
- Sylvain Santi, « Georges Bataille, la poésie à l’extrémité fuyante de soi-même » Sylvain Santi
- Philippe Sollers, « Tremblement de Bataille » PH Sollers
- Philippe Sollers, « Scène de Bataille » Sollers 2
- Philippe Sollers, « Bataille avant la guerre » Sollers3
- Chunming Wang, « La liberté possible et la souveraineté impossible, Sartre et Bataille à l’épreuve de la mort de Dieu », Séminaire des doctorants franco-belge, Université Saint-Louis-Bruxelles), (STL, Université Lille3) 22 mai 2015 Chunming Wang